# Top (meetkunde)

Een piramide met aanduiding van de top en het grondvlak.

De top, soms met het Latijnse apex aangeduid, is naar analogie met een bergtop, het punt van waaruit de beschrijvende lijnen van een piramide, kegel of driehoek vertrekken. Dit staat dan in tegenstelling tot het grondvlak of de basis. De top is een singulier punt.